# Sorry!
Sorry! es un juego de mesa que se basa el antiguo juego de tipo "cruz y círculo" parchís. Los jugadores tratan recorrer todo el tablero con sus piezas más rápido que el resto. Originalmente fabricado por Parker Brothers y ahora por Hasbro (en España fue distribuido por Educa Borrás). Sorry! puede jugarse con un número de entre 2 a cuatro jugadores, mayores de seis años hasta adultos. El título del juego se basa en las muchas maneras en las que un jugador puede evitar el progreso del resto, mientras se disculpa diciendo "¡Lo siento!" ("Sorry!" en inglés).

## Objetivo
El objetivo es ser el primer jugador en llevar los cuatro peones de su color desde su salida hasta su casa. Los peones se mueven normalmente en sentido horario, pero se pueden mover hacia atrás si se indica. El movimiento de los peones es dirigido mediante tarjetas (cartas).
El juego de mesa tiene forma cuadrada con dieciséis espacios por lado, y a cada jugador le son asignadas sus propias localizaciones de Salida ("Start") y Llegada ("Home" en el tablero internacional) de su color, que parten desde cada lado hacia el centro. Cuatro caminos de cinco cuadrados, uno por color, conducen desde el camino exterior común hacia la llegada de un jugador y se designan su "zona de seguridad". A cada lado se encuentran dos "Deslizamientos" (así llamados en el tablero español de los años 80; "Slides" en el tablero en inglés), que ocupan cuatro o cinco casillas cada una.
Las versiones anteriores de Sorry! contienen una casilla "diamante" coloreada justo antes de la casilla de salida, y una regla disponía que los peones del color del diamante no podían avanzar sobre esta casilla, sino que debían girar hacia su "Llegada". Aunque el diamante y regla correspondientes fueron retirados de las impresiones posteriores del juego, las reglas de movimiento de los jugadores siguen siendo las mismas.

## Historia
La primera variante del  Sorry! actual se puede remontar a Inglaterra. William Henry Storey de Southend-on-Sea solicitó una patente. Sorry! fue registrado como marca el 21 de mayo de 1929 (patente número 502.898 del Reino Unido). Fue vendido posteriormente en el Reino Unido por el fabricante en:Waddingtons, desde 1934.
En Estados Unidos, William Henry Storey registró la patente U.S. Patent 1,903,661 el 4 de agosto de 1930. Le siguió una patente canadiense en 1932. La patente estadounidense le fue otorgada al inventor en 1933. Sorry! fue adoptado por Parker Brothers en 1934. Ahora lo publica Hasbro, ya que ellos compraron Parker Brothers en 1991.

## Ediciones regionales
En Latinoamérica (al menos en Argentina) la marca Estanciero produjo durante los años 1970-1980 una versión regional llamada "Sufra!". El tablero de juego era el mismo y las cartas seguían el mismo diseño que en Sorry, pero reemplaza el nombre de la carta "Sorry!" por "SUFRA!".